# ALMS-Saison 2005
Die American Le Mans Series 2005 begann mit dem 12-Stunden-Rennen von Sebring am 19. März 2005 und endete am 16. Oktober 2005 in Laguna Seca.

## Ergebnisse

### Rennkalender
Gesamtsieger sind fett hervorgehoben.
| Nr. | Datum        | Rennname / Rennstrecke                                          | Klasse | Team                      | Sieger                                       | Fahrzeug                |
| --- | ------------ | --------------------------------------------------------------- | ------ | ------------------------- | -------------------------------------------- | ----------------------- |
| 1   | 19. März     | 12-Stunden-Rennen von Sebring                                   | LMP1   | Champion Racing           | JJ Lehto Marco Werner Tom Kristensen         | Audi R8                 |
| 1   | 19. März     | 12-Stunden-Rennen von Sebring                                   | LMP2   | Miracle Motorsports       | Jeff Bucknum Chris McMurry Ian James         | Courage C65             |
| 1   | 19. März     | 12-Stunden-Rennen von Sebring                                   | GT1    | Aston Martin Racing       | Darren Turner David Brabham Stéphane Ortelli | Aston Martin DBR9       |
| 1   | 19. März     | 12-Stunden-Rennen von Sebring                                   | GT2    | White Lightning Racing    | Lucas Luhr Jörg Bergmeister Patrick Long     | Porsche 996 GT3 RSR     |
|     |              |                                                                 |        |                           |                                              |                         |
| 2   | 17. April    | 2,45-Stunden-Rennen von Road Atlanta Road Atlanta               | LMP1   | Champion Racing           | JJ Lehto Marco Werner                        | Audi R8                 |
| 2   | 17. April    | 2,45-Stunden-Rennen von Road Atlanta Road Atlanta               | LMP2   | Telesis Intersport Racing | Clint Field Jon Field                        | Lola B05/4              |
| 2   | 17. April    | 2,45-Stunden-Rennen von Road Atlanta Road Atlanta               | GT1    | Corvette Racing           | Ron Fellows Johnny O’Connell                 | Chevrolet Corvette C6.R |
| 2   | 17. April    | 2,45-Stunden-Rennen von Road Atlanta Road Atlanta               | GT2    | Panoz Motor Sports        | Bill Auberlen Robin Liddell                  | Panoz Esperante GT-LM   |
|     |              |                                                                 |        |                           |                                              |                         |
| 3   | 22. Mai      | 2,45-Stunden-Rennen von Mid-Ohio Mid-Ohio Sports Car Course     | LMP1   | Dyson Racing              | Butch Leitzinger James Weaver                | MG-Lola EX257           |
| 3   | 22. Mai      | 2,45-Stunden-Rennen von Mid-Ohio Mid-Ohio Sports Car Course     | LMP2   | B-K Motorsports           | Guy Cosmo James Bach                         | Courage C65             |
| 3   | 22. Mai      | 2,45-Stunden-Rennen von Mid-Ohio Mid-Ohio Sports Car Course     | GT1    | Corvette Racing           | Ron Fellows Johnny O’Connell                 | Chevrolet Corvette C6.R |
| 3   | 22. Mai      | 2,45-Stunden-Rennen von Mid-Ohio Mid-Ohio Sports Car Course     | GT2    | Alex Job Racing           | Timo Bernhard Romain Dumas                   | Porsche 996 GT3 RSR     |
|     |              |                                                                 |        |                           |                                              |                         |
| 4   | 4. Juli      | 2,45-Stunden-Rennen von Lime Rock Lime Rock Park                | LMP1   | Champion Racing           | JJ Lehto Marco Werner                        | Audi R8                 |
| 4   | 4. Juli      | 2,45-Stunden-Rennen von Lime Rock Lime Rock Park                | LMP2   | Miracle Motorsports       | Jeff Bucknum Chris McMurry                   | Courage C65             |
| 4   | 4. Juli      | 2,45-Stunden-Rennen von Lime Rock Lime Rock Park                | GT1    | Corvette Racing           | Olivier Beretta Oliver Gavin                 | Chevrolet Corvette C6.R |
| 4   | 4. Juli      | 2,45-Stunden-Rennen von Lime Rock Lime Rock Park                | GT2    | Alex Job Racing           | Timo Bernhard Romain Dumas                   | Porsche 996 GT3 RSR     |
|     |              |                                                                 |        |                           |                                              |                         |
| 5   | 17. Juli     | 2,45-Stunden-Rennen von Sonoma Sonoma                           | LMP1   | Champion Racing           | Frank Biela Emanuele Pirro                   | Audi R8                 |
| 5   | 17. Juli     | 2,45-Stunden-Rennen von Sonoma Sonoma                           | LMP2   | Intersport Racing         | Clint Field Liz Halliday                     | Lola B05/4              |
| 5   | 17. Juli     | 2,45-Stunden-Rennen von Sonoma Sonoma                           | GT1    | Corvette Racing           | Ron Fellows Johnny O’Connell                 | Chevrolet Corvette C6.R |
| 5   | 17. Juli     | 2,45-Stunden-Rennen von Sonoma Sonoma                           | GT2    | Alex Job Racing           | Timo Bernhard Romain Dumas                   | Porsche 996 GT3 RSR     |
|     |              |                                                                 |        |                           |                                              |                         |
| 6   | 30. Juli     | 2,45-Stunden-Rennen von Portland Portland International Raceway | LMP1   | Champion Racing           | Frank Biela Emanuele Pirro                   | Audi R8                 |
| 6   | 30. Juli     | 2,45-Stunden-Rennen von Portland Portland International Raceway | LMP2   | Intersport Racing         | Clint Field Gregor Fisken                    | Lola B05/4              |
| 6   | 30. Juli     | 2,45-Stunden-Rennen von Portland Portland International Raceway | GT1    | Corvette Racing           | Olivier Beretta Oliver Gavin                 | Chevrolet Corvette C6.R |
| 6   | 30. Juli     | 2,45-Stunden-Rennen von Portland Portland International Raceway | GT2    | Alex Job Racing           | Timo Bernhard Romain Dumas                   | Porsche 996 GT3 RSR     |
|     |              |                                                                 |        |                           |                                              |                         |
| 7   | 21. August   | 2,45-Stunden-Rennen von Road America Road America               | LMP1   | Champion Racing           | Frank Biela Emanuele Pirro                   | Audi R8                 |
| 7   | 21. August   | 2,45-Stunden-Rennen von Road America Road America               | LMP2   | Miracle Motorsports       | Jeff Bucknum Chris McMurry                   | Courage C65             |
| 7   | 21. August   | 2,45-Stunden-Rennen von Road America Road America               | GT1    | Corvette Racing           | Olivier Beretta Oliver Gavin                 | Chevrolet Corvette C6.R |
| 7   | 21. August   | 2,45-Stunden-Rennen von Road America Road America               | GT2    | White Lightning Racing    | Jörg Bergmeister Patrick Long                | Porsche 996 GT3 RSR     |
|     |              |                                                                 |        |                           |                                              |                         |
| 8   | 4. September | 2,45-Stunden-Rennen von Mosport Mosport                         | LMP1   | Dyson Racing              | Butch Leitzinger James Weaver                | MG-Lola EX257           |
| 8   | 4. September | 2,45-Stunden-Rennen von Mosport Mosport                         | LMP2   | Intersport Racing         | Clint Field Liz Halliday                     | Lola B05/4              |
| 8   | 4. September | 2,45-Stunden-Rennen von Mosport Mosport                         | GT1    | Corvette Racing           | Olivier Beretta Oliver Gavin                 | Chevrolet Corvette C6.R |
| 8   | 4. September | 2,45-Stunden-Rennen von Mosport Mosport                         | GT2    | White Lightning Racing    | Jörg Bergmeister Patrick Long                | Porsche 996 GT3 RSR     |
|     |              |                                                                 |        |                           |                                              |                         |
| 9   | 1. Oktober   | Petit Le Mans Road Atlanta                                      | LMP1   | Champion Racing           | Frank Biela Emanuele Pirro                   | Audi R8                 |
| 9   | 1. Oktober   | Petit Le Mans Road Atlanta                                      | LMP2   | Intersport Racing         | Jon Field Clint Field Liz Halliday           | Lola B05/4              |
| 9   | 1. Oktober   | Petit Le Mans Road Atlanta                                      | GT1    | Corvette Racing           | Olivier Beretta Oliver Gavin Jan Magnussen   | Chevrolet Corvette C6.R |
| 9   | 1. Oktober   | Petit Le Mans Road Atlanta                                      | GT2    | White Lightning Racing    | Jörg Bergmeister Patrick Long                | Porsche 996 GT3 RSR     |
|     |              |                                                                 |        |                           |                                              |                         |
| 10  | 16. Oktober  | 4-Stunden-Rennen von Laguna Seca Laguna Seca Raceway            | LMP1   | Zytek Engineering         | Tom Chilton Hayanari Shimoda                 | Zytek 04S               |
| 10  | 16. Oktober  | 4-Stunden-Rennen von Laguna Seca Laguna Seca Raceway            | LMP2   | Penske Racing             | Lucas Luhr Sascha Maassen                    | Porsche RS Spyder       |
| 10  | 16. Oktober  | 4-Stunden-Rennen von Laguna Seca Laguna Seca Raceway            | GT1    | Corvette Racing           | Olivier Beretta Oliver Gavin                 | Chevrolet Corvette C6.R |
| 10  | 16. Oktober  | 4-Stunden-Rennen von Laguna Seca Laguna Seca Raceway            | GT2    | White Lightning Racing    | Jörg Bergmeister Patrick Long                | Porsche 996 GT3 RSR     |

## Gesamtsieger
| Klasse | Fahrer                          | Team                       | Hersteller | Hersteller | Reifen   |
| Klasse | Fahrer                          | Team                       | Chassis    | Motor      | Reifen   |
| ------ | ------------------------------- | -------------------------- | ---------- | ---------- | -------- |
| LMP1   | Frank Biela / Emanuele Pirro    | Champion Racing            | Audi       | Audi       | Michelin |
| LMP2   | Clint Field                     | Intersport Racing          | Courage    | AER        | Goodyear |
| GT1    | Olivier Beretta / Oliver Gavin  | Corvette Racing            | Chevrolet  | Chevrolet  | Michelin |
| GT2    | Jörg Bergmeister / Patrick Long | Petersen / White Lightning | Porsche    | Porsche    | Michelin |